# Political Science Applied
Political Science Applied (PSCA) (deutsch: Angewandte Politikwissenschaft) ist der Titel eines frei zugänglichen Online Journals mit Peer-Review, welches das Ziel hat, einen praxisorientierten Zugang zu Politikwissenschaft und ihren Anwendungsfeldern zu geben.
Die PSCA erscheint seit 2012 und wird von Jakob Lempp, Angela Meyer und Jan Niklas Rolf herausgegeben.
In der PSCA werden – insbesondere anhand von Beispielen – aufgezeigt, wo und auf welche Weise Theorien, Ansätze und Methoden der Politikwissenschaft in der Praxis zum Einsatz kommen. Der Praxisbezug wird durch eine Orientierung zur Politikberatung, durch eine spezifische Policy-Orientierung, durch Bezug zur politischen Bildung oder zur Lehre, aber auch durch die Kooperation mit Institutionen aus der politischen oder verwaltungsmäßigen Praxis hergestellt. Als Autoren werden in der PSCA sowohl Wissenschaftler als auch Akteure aus der Praxis eingeladen.

## Herausgeber
Die PSCA wird vom International Infrastructure Dialogue Centre (IDC) herausgegeben. Die Herausgeber sind:
- Jakob Lempp, Professor für Politologie mit dem Schwerpunkt Internationale Beziehungen an der Hochschule Rhein-Waal, Kleve.[2]
- Angela Meyer, International Infrastructure Dialogue Centre, Wien.
- Jan Niklas Rolf, Postdoktorand an der Hochschule Rhein-Waal.[3]

## Inhalt
Die PSCA behandelt in jeder Ausgabe einen thematischen Schwerpunkt, welcher in einer Reihe von Beiträgen aus unterschiedlichen Blickwinkeln behandelt wird. Bisherige Themenschwerpunkte umfassen unter anderem die Politikwissenschaft in der beruflichen Praxis, politische Partizipation, Fachkräftemangel, die Arbeit in Parlamenten, Entwicklungszusammenarbeit, Flucht und Asyl, die politische und wirtschaftliche Situation in Ruanda, Interessenvertretung und Lobbyismus, Frieden und Sicherheit, die Rolle deutscher Hochschulen im Ausland, das Gebiet der Europäischen Union, die COVID-19-Pandemie und Sustainable Development.